# Morti nel 2013/Maggio
| Questa pagina contiene informazioni ricavate automaticamente dalle voci biografiche con l'ausilio del template Bio e di un bot. L'aggiornamento è periodico e automatico e ricostruisce completamente la pagina. Se manca una persona in questa lista, sei pregato di non aggiungerla, ma accertati piuttosto che la sua voce biografica contenga il template Bio e che i dati anagrafici siano correttamente compilati. Se il template Bio manca, inseriscilo tu stesso o, in alternativa, metti l'avviso {{tmp\|Bio}} che ne segnala la mancanza. Se i dati riportati sono sbagliati, correggi direttamente la voce biografica; le modifiche saranno visibili in questa lista entro pochi giorni. Per chiarimenti vedi il progetto biografie. La lista contiene solo le 151 persone che sono citate nell'enciclopedia e per le quali è stato implementato correttamente il template Bio. Pagina aggiornata al 26 apr 2025. |

- 1º maggio - Massimo Mollica, attore italiano (n. 1929)
- 1º maggio - Vincenzo Pavone, politico italiano (n. 1923)
- 1º maggio - Pierre Pleimelding, allenatore di calcio e calciatore francese (n. 1952)
- 1º maggio - Stuart Wilde, scrittore britannico (n. 1946)
- 2 maggio - Massimo Catalano, musicista, trombettista e personaggio televisivo italiano (n. 1936)
- 2 maggio - Jeff Hanneman, chitarrista statunitense (n. 1964)
- 2 maggio - Ludovico Incisa di Camerana, diplomatico e saggista italiano (n. 1927)
- 2 maggio - Joseph Patrick McFadden, vescovo cattolico statunitense (n. 1947)
- 2 maggio - Ivan Turina, calciatore croato (n. 1980)
- 3 maggio - Keith Carter, nuotatore statunitense (n. 1924)
- 3 maggio - Carlo Ceci, artista italiano (n. 1917)
- 3 maggio - Bruno Chersicla, artista, pittore e scultore italiano (n. 1937)
- 3 maggio - Brad Drewett, tennista e dirigente sportivo australiano (n. 1958)
- 3 maggio - Raúl García-Ordóñez, cestista cubano (n. 1924)
- 3 maggio - Giovanni Giraud, calciatore italiano (n. 1913)
- 3 maggio - Bonifazio Incisa di Camerana, generale italiano (n. 1934)
- 4 maggio - Christian de Duve, biochimico belga (n. 1917)
- 4 maggio - Frederic Franklin, danzatore e direttore artistico britannico (n. 1914)
- 4 maggio - Aisha Rateb, avvocato e politica egiziana (n. 1928)
- 4 maggio - Jacques Stockman, calciatore belga (n. 1938)
- 5 maggio - Cristina Conchiglia, sindacalista e politica italiana (n. 1923)
- 5 maggio - Rossella Falk, attrice italiana (n. 1926)
- 5 maggio - Sarah Kirsch, poetessa tedesca (n. 1935)
- 5 maggio - Robert Ressler, militare, poliziotto e criminologo statunitense (n. 1937)
- 5 maggio - Jack Turner, cestista statunitense (n. 1939)
- 6 maggio - Giulio Andreotti, politico, scrittore e giornalista italiano (n. 1919)
- 6 maggio - Giuseppe Garritano, giornalista e traduttore italiano (n. 1924)
- 6 maggio - Michel Knuysen, canottiere belga (n. 1929)
- 6 maggio - Arnaldo Ninchi, attore e regista teatrale italiano (n. 1935)
- 6 maggio - Aleardo Paolucci, pittore italiano (n. 1927)
- 6 maggio - Paolo Petruccioli, giornalista italiano (n. 1956)
- 6 maggio - Kline, illustratore e fumettista francese (n. 1921)
- 7 maggio - Ray Harryhausen, produttore cinematografico, effettista e animatore statunitense (n. 1920)
- 7 maggio - Ferruccio Mazzola, calciatore, allenatore di calcio e dirigente sportivo italiano (n. 1945)
- 7 maggio - Peter Rauhofer, disc jockey e produttore discografico austriaco (n. 1965)
- 7 maggio - George Sauer, giocatore di football americano statunitense (n. 1943)
- 7 maggio - Jan Villerius, calciatore olandese (n. 1939)
- 7 maggio - Aubrey Woods, attore e cantante britannico (n. 1928)
- 8 maggio - Jeanne Cooper, attrice statunitense (n. 1928)
- 8 maggio - Marisa Diena, antifascista, insegnante e partigiana italiana (n. 1916)
- 8 maggio - Bryan Forbes, attore, sceneggiatore e regista britannico (n. 1926)
- 8 maggio - Brita Malmer, archeologa e numismatica svedese (n. 1925)
- 8 maggio - Géza Vermes, storico delle religioni ungherese (n. 1924)
- 8 maggio - Ernie Winchester, calciatore scozzese (n. 1944)
- 9 maggio - Alfredo Landa, attore spagnolo (n. 1933)
- 9 maggio - Ottavio Missoni, stilista, ostacolista e velocista italiano (n. 1921)
- 9 maggio - Andrew Simpson, velista britannico (n. 1976)
- 10 maggio - Francesco Alberto Giunta, scrittore, poeta e giornalista italiano (n. 1925)
- 10 maggio - Sheila Gordon, scrittrice statunitense (n. 1927)
- 10 maggio - Théophile Ngoie Wa Ngoie, cestista e allenatore di pallacanestro della Repubblica Democratica del Congo (n. 1945)
- 11 maggio - Jack Butler, giocatore di football americano statunitense (n. 1927)
- 11 maggio - Emmanuelle Claret, biatleta francese (n. 1968)
- 11 maggio - Libero Gualtieri, calciatore italiano (n. 1924)
- 12 maggio - Judit Ágoston-Mendelényi, schermitrice ungherese (n. 1937)
- 12 maggio - Samuel Aguilar, calciatore paraguaiano (n. 1933)
- 12 maggio - Federico Piran, rugbista a 15 e allenatore di rugby a 15 italiano (n. 1956)
- 12 maggio - Francesco Renda, storico e politico italiano (n. 1922)
- 13 maggio - Massimo De Rita, sceneggiatore italiano (n. 1934)
- 13 maggio - Luciano Lutring, criminale e scrittore italiano (n. 1937)
- 13 maggio - Chuck Muncie, giocatore di football americano statunitense (n. 1953)
- 13 maggio - Vladimir Romanovskij, canoista sovietico (n. 1957)
- 13 maggio - Ingrid Visser, pallavolista olandese (n. 1977)
- 13 maggio - Kenneth Waltz, politologo statunitense (n. 1924)
- 14 maggio - Saverio Ungheri, scultore italiano (n. 1926)
- 14 maggio - Artus de Penguern, attore e scrittore francese (n. 1957)
- 15 maggio - Carl Bennett, dirigente sportivo e allenatore di pallacanestro statunitense (n. 1915)
- 15 maggio - Linden Chiles, attore statunitense (n. 1933)
- 15 maggio - Walter Fusi, pittore italiano (n. 1924)
- 15 maggio - Henrique Rosa, politico guineense (n. 1946)
- 15 maggio - Mario Spallone, medico e politico italiano (n. 1917)
- 16 maggio - Werner Bormann, economista e esperantista tedesco (n. 1931)
- 16 maggio - Nora McDermott, cestista, allenatrice di pallacanestro e pallavolista canadese (n. 1927)
- 16 maggio - Heinrich Rohrer, fisico svizzero (n. 1933)
- 16 maggio - Marcello Staglieno, giornalista, scrittore e politico italiano (n. 1938)
- 17 maggio - Gian Carlo Bojani, storico dell'arte italiano (n. 1938)
- 17 maggio - Philippe Gaumont, ciclista su strada e pistard francese (n. 1973)
- 17 maggio - Guido Giambartolomei, produttore cinematografico e dirigente sportivo italiano (n. 1921)
- 17 maggio - José Pantieri, storico del cinema italiano (n. 1941)
- 17 maggio - Ken Venturi, golfista statunitense (n. 1931)
- 17 maggio - Jorge Rafael Videla, generale e politico argentino (n. 1925)
- 18 maggio - Aleksej Oktjabrinovič Balabanov, regista e sceneggiatore sovietico (n. 1959)
- 18 maggio - James Cullen, botanico britannico (n. 1936)
- 18 maggio - Glenn Doman, fisioterapista statunitense (n. 1919)
- 18 maggio - Steve Forrest, attore statunitense (n. 1925)
- 18 maggio - Arthur Malet, attore britannico (n. 1927)
- 18 maggio - Lothar Schmid, scacchista tedesco (n. 1928)
- 19 maggio - Casimiro Bonfiglio, sindacalista, funzionario e politico italiano (n. 1925)
- 19 maggio - Carlo Monni, attore italiano (n. 1943)
- 19 maggio - Franklin White, danzatore britannico (n. 1924)
- 20 maggio - Flavio Costantini, pittore e illustratore italiano (n. 1926)
- 20 maggio - Billy Dawe, hockeista su ghiaccio canadese (n. 1924)
- 20 maggio - Miloslav Kříž, cestista e allenatore di pallacanestro cecoslovacco (n. 1924)
- 20 maggio - Ray Manzarek, organista, pianista e cantautore statunitense (n. 1939)
- 20 maggio - Zach Sobiech, cantautore statunitense (n. 1995)
- 21 maggio - Trevor Bolder, bassista britannico (n. 1950)
- 21 maggio - Roberto Denti, scrittore italiano (n. 1924)
- 21 maggio - Vittorio Di Pace, architetto italiano (n. 1907)
- 21 maggio - Luciano Grossi Bianchi, architetto, storico dell'architettura e ingegnere italiano (n. 1922)
- 21 maggio - Cristiano di Rosenborg, conte danese (n. 1942)
- 21 maggio - Dominique Venner, saggista, storico e militare francese (n. 1935)
- 22 maggio - Henri Dutilleux, compositore francese (n. 1916)
- 22 maggio - Wayne Miller, fotografo statunitense (n. 1918)
- 22 maggio - Andrea Gallo, presbitero, partigiano e educatore italiano (n. 1928)
- 22 maggio - Brian Greenhoff, calciatore inglese (n. 1953)
- 22 maggio - Giancarlo Marchese, scultore e pittore italiano (n. 1931)
- 22 maggio - Sigurd Schmidt, storico russo (n. 1922)
- 22 maggio - Giovanni Ivan Scratuglia, attore italiano (n. 1938)
- 23 maggio - Livio Bacchi Wilcock, traduttore e ispanista italiano (n. 1940)
- 23 maggio - Michel Crozier, sociologo francese (n. 1922)
- 23 maggio - William Demby, scrittore statunitense (n. 1922)
- 23 maggio - Hazel Hawke, scrittrice australiana (n. 1929)
- 23 maggio - Maurizio d'Assia, principe tedesco (n. 1926)
- 23 maggio - Georges Moustaki, paroliere e cantautore greco (n. 1934)
- 23 maggio - Flynn Robinson, cestista statunitense (n. 1941)
- 24 maggio - Carlos Correa, calciatore uruguaiano (n. 1936)
- 24 maggio - Ron Davies, calciatore gallese (n. 1942)
- 24 maggio - Antonio Puchades, calciatore spagnolo (n. 1925)
- 24 maggio - Ed Shaughnessy, batterista statunitense (n. 1929)
- 24 maggio - Pëtr Todorovskij, regista, sceneggiatore e direttore della fotografia russo (n. 1925)
- 25 maggio - Walt Budko, cestista e allenatore di pallacanestro statunitense (n. 1925)
- 25 maggio - Mahendra Karma, politico indiano (n. 1951)
- 26 maggio - Gioacchino Calabrò, fantino e avvocato italiano (n. 1926)
- 26 maggio - Giuseppe Dispinzeri, allenatore di pallacanestro italiano (n. 1923)
- 26 maggio - Jack Vance, scrittore statunitense (n. 1916)
- 26 maggio - Otto Mühl, artista austriaco (n. 1925)
- 26 maggio - Renzo Orrù, fumettista, illustratore e pittore italiano (n. 1931)
- 26 maggio - Peter Wolff-Metternich zur Gracht, teologo e imprenditore tedesco (n. 1924)
- 27 maggio - Duilio Casula, medico italiano (n. 1916)
- 27 maggio - Little Tony, cantante e attore sammarinese (n. 1941)
- 27 maggio - Mario De Biasi, fotografo italiano (n. 1923)
- 27 maggio - Antonio Montico, allenatore di calcio e calciatore italiano (n. 1933)
- 27 maggio - Adriano Pella, ciclista su strada italiano (n. 1945)
- 27 maggio - Giacomo Soffiantino, pittore italiano (n. 1929)
- 28 maggio - Eddi Arent, attore e comico tedesco (n. 1925)
- 28 maggio - Nino Bibbia, skeletonista e bobbista italiano (n. 1922)
- 28 maggio - Régis Deparis, pittore francese (n. 1948)
- 28 maggio - Viktor Georgievič Kulikov, generale e politico sovietico (n. 1921)
- 28 maggio - Eddie Romero, regista e sceneggiatore filippino (n. 1924)
- 28 maggio - Guido Spadea, attore italiano (n. 1921)
- 29 maggio - Ramón Aguirre Suárez, calciatore argentino (n. 1944)
- 29 maggio - Nino Baragli, montatore italiano (n. 1925)
- 29 maggio - Françoise Blanchard, attrice e doppiatrice francese (n. 1954)
- 29 maggio - Cliff Meely, cestista statunitense (n. 1947)
- 29 maggio - Mulgrew Miller, pianista e compositore statunitense (n. 1955)
- 29 maggio - Henry Morgentaler, medico e attivista polacco (n. 1923)
- 29 maggio - Franca Rame, attrice, drammaturga e politica italiana (n. 1929)
- 30 maggio - Marie Angliviel de la Beaumelle, designer italiana (n. 1963)
- 30 maggio - Arquímedes Herrera, velocista venezuelano (n. 1935)
- 30 maggio - Paolo Pucci di Benisichi, diplomatico italiano (n. 1941)
- 30 maggio - Michael Tyrrell, criminale antiguo-barbudano (n. 1946)
- 31 maggio - Jean Stapleton, attrice statunitense (n. 1923)